# Stocksee
Stocksee ist eine Gemeinde im Kreis Segeberg in Schleswig-Holstein. Schleswig-Holstein-weite Bekanntheit besitzt die Gemeinde für das alljährlich in den Sommerferien stattfindende Sommerferiencamp für bis zu 170 Kinder und Jugendliche von Schulen aus Neumünster, Husum und Itzehoe.

## Geografie

### Geografische Lage
Das Gebiet der Gemeinde Stocksee erstreckt sich am gleichnamigen Gewässer im nordwestlichen Teilbereich der naturräumlichen Haupteinheit Ostholsteinisches Hügel- und Seenland (Nr. 702), eines der schleswig-holsteinischen Hügelländer.

### Ortsteile
Die Gemeinde besteht siedlungsgeografisch aus einer Reihe von Ortsteilen, im Jargon der Siedlungsstatistik auch Wohnplatz genannt. Zur Gemeinde Stocksee gehören die Siedlungsplätze des namenstiftenden Dorfes, die Häusergruppe Moorkate, die Gutsiedlung Stockseehof wie auch die Hofsiedlung Lehmkuhl sowie die Haussiedlungen Tannenkate und Voßberg.

### Nachbargemeinden
Das Gemeindegebiet wird eingegrenzt von jenen der Gemeinden:
|             | Dersau Kreis Plön (PLÖ)                     | Nehmten (PLÖ) |
| Schmalensee | Kompassrose, die auf Nachbargemeinden zeigt |               |
|             | Damsdorf                                    | Seedorf       |

## Geschichte
Der See fand im Jahr 1075 in einer Beschreibung des Limes Saxoniae durch Adam von Bremen urkundliche Erwähnung.
Das Dorf wurde 1347 erstmals erwähnt, als der Ritter Nikolaus Splyth sein Gut mit dem Dorf Stocksee an das Kloster Reinfeld verpfändete.
1640 bis 1649 war Stocksee in Besitz des Adelsgeschlechts Brockdorff.
1649 erwarb Herzog Joachim Ernst (Schleswig-Holstein-Sonderburg-Plön), der erste Herzog des Herzogtums Schleswig-Holstein-Sonderburg-Plön Stocksee.
Mit Plön und dem Herzog Johann Adolf (Schleswig-Holstein-Sonderburg-Plön) verbindet Stocksee eine gemeinsame Geschichte: „Aus Stocksee wollte der Herzog gern eine Stadt gemacht haben, und befahl beim Antritt eines Kriegszugs nach Ungarn und gegen Polen unter Kaiser Leopold, den Ort zu vergrößern; seiner Gemahlin aber, Dorothea Sophia geb. Prinzessin zu Braunschweig, gefiel Plön besser. Sie nahm das für Stocksee ausgesetzte Geld und erbaute die Neustadt Plön.“
Am 1. Oktober 1937 wurde die Gemeinde Stocksee mit der Gemeinde des Nachbardorfes Damsdorf unter dem Namen Stocksee zusammengelegt. 1948 fasste der Gemeinderat den Beschluss, die Gemeinden wieder voneinander zu trennen, am 31. März 1951 wurde dieser Beschluss vollzogen.
Taucher fanden in den 1980er-Jahren im See einen ca. 700 Jahre alten Einbaum, der auf eine längere Siedlungsgeschichte des Dorfs hinweist.

## Politik

### Gemeindevertretung
Bei der Kommunalwahl am 14. Mai 2023 wurden insgesamt neun Sitze vergeben. Von diesen erhielt die Wählergemeinschaft Du bist Stocksee sechs Sitze und die Kommunale Wählergemeinschaft Stocksee drei Sitze.

### Wappen
Blasonierung: „Von Silber und Blau im Wellenschnitt geteilt. Oben zwischen zwei roten bewurzelten Baumstümpfen ein grünes Ährenbündel, unten ein silberner Einbaum.“
Historische Begründung: Das Wappen der Gemeinde Stocksee ist in seinen wesentlichen Teilen als „sprechendes Wahrzeichen“ gestaltet. Die Baumstümpfe stehen dabei für die erste Silbe des Namens: „Stock“ in der Bedeutung Baumstumpf. Die Wellenteilung und der blau tingierte Schildfuß symbolisieren den zweiten Namensteil und stehen zugleich für den See mit gleichem Namen. Auf die Landwirtschaft als Haupterwerbszweig der Gemeinde, die aus dem Dorf Stocksee und dem Gut Stockseehof besteht, deutet das Ährenbündel hin. Der Einbaum im Schildfuß verweist auf einen Fund aus dem Spätmittelalter, der bei Grabungen im Stocksee im Jahre 1985 zutage kam.

### Flagge
Blasonierung: „Auf gleichmäßig in einen oberen blauen und einen unteren weißen Streifen geteiltem Flaggentuch das Gemeindewappen in flaggengerechter Tingierung.“

## Sehenswürdigkeiten
In der Liste der Kulturdenkmale in Stocksee stehen die in der Denkmalliste des Landes Schleswig-Holstein eingetragenen Kulturdenkmale.
Bekannt sind vor allem der See, der Stockseehof und das jährliche Musikfest im Rahmen des Schleswig-Holstein Musik Festivals. Am See liegt ein Campingplatz. Das Befahren des Sees ist mit Motorbooten und Wassersportgeräten nicht erlaubt. Zum Angeln sind Angelscheine erhältlich.
Eine (unbewachte) Badestelle mit Spielplatz und Umkleidekabinen befindet sich mitten im Dorf in der Seestraße.
Seit Oktober 2010 stehen in der Alten Schule des Ortes, dem vormaligen Wohnhaus des 2009 verstorbenen Ehrenbürgermeisters Dietrich Wiebe, Dorfgemeinschaftsräume zur Nutzung durch örtliche Vereine und Gruppen zur Verfügung.
Der Radfernweg Mönchsweg führt ebenso wie die Holsteinische Schweiz-Radtour durch Stocksee.

## Verkehr
Von der nördlichsten Haltestelle des Hamburger Verkehrsverbundes verkehren täglich zwei Busse nach Bad Segeberg (Autokraft) und mehrere Busse der Verkehrsbetriebe Kreis Plön in Richtung Plön.

## Persönlichkeiten
- Herta Oberheuser (1911–1978), Ärztin im KZ Ravensbrück, verantwortlich für Menschenversuche mit Sulfonamiden, nach ihrer Haftentlassung praktische Ärztin in Stocksee.
- Dietrich Wiebe (1938–2009), Geograph, Politiker der SPD, 1988 bis 1996 Abgeordneter im Landtag Schleswig-Holstein, ehem. Bürgermeister (1978–1998, 2002–2003) u. Ehrenbürgermeister (2009) Stocksees.